# كيفن أوكونور
كيفن أوكونور (بالإنجليزية: Kevin O'Connor)‏ (24 فبراير 1982 ببلاكبرن في المملكة المتحدة - ) هو لاعب كرة قدم أيرلندي في مركز لاعب متعدد الاستخدامات. شارك مع منتخب جمهورية أيرلندا تحت 21 سنة لكرة القدم. أما مع النوادي، فقد لعب مع نادي برينتفورد.

## وصلات خارجية
- كيفن أوكونور على موقع قاعدة بيانات كرة القدم.إي يو (الإنجليزية)
- كيفن أوكونور على موقع Soccerbase.com (لاعب) (الإنجليزية)
- كيفن أوكونور على موقع عالم كرة القدم.نت (الإنجليزية)